# Museo (pel·lícula)
Museo és una pel·lícula mexicana de 2018, dirigida per Alonso Ruizpalacios. Va obtenir l' Ós de plata al Millor Guió en el 68è Festival Internacional de Cinema de Berlín. La pel·lícula està basada en un fet real ocorregut al desembre de 1985.

## Sinopsi
Dos estudiants de veterinària Juan Nuñez (Gael García Bernal) i Benjamín Wilson (Leonardo Ortizgris), planegen un atrevit cop: penetrar en el Museu Nacional d'Antropologia a la Ciutat de Mèxic i robar peces maies, mixteques i zapoteques, en particular la màscara funerària de Pakal. Mentre les seves famílies celebren el Nadal de 1985, realitzen el robatori, tot es desenvolupa sense problemes i tornen a casa amb el botí, miren les notícies i com narra el robatori com un atac a tot el país s'adonen de la gravetat de l'acte.

## Repartiment
- Gael García Bernal com Juan Núñez.
- Leonardo Ortizgris com Benjamín Wilson.
- Simon Russell Beale com Frank Graves.
- Lynn Gilmartin com Gemma.
- Alfredo Castro com Dr. Núñez
- Leticia Brédice com Sherezada Ríos.

## Recepció crítica
A Metacritic, la pel·lícula té una puntuació de 87 sobre 100, basada en opinions de 6 crítics. En la LXI edició dels Premis Ariel va tenir 14 nominacions però només va guanyar el premi a la millor coactuació masculina.